# Južnolibanonski sukob 1982. – 2000.
Južnolibanonski sukob (hebrejski "הלחימה בדרום לבנון", arapski "الصراع في جنوب لبنان") se odnosi na 22 godine dugi otpor Libanonaca protiv invazije izraelske vojske i njihovih saveznika, libanonskih militanata. Smješten u pozadini napetosti između palestinskih frakcija i nasilne libanonske unutarnje borbe, Južnolibanonski sukob se može gledati kao dio Libanonskog građanskog rata, iako sudionici i vremenska skala razlikuju. Dok je Libanonski rat 1982., uzrokovan invazijom Izraela, i Opsada Beiruta, rezultirala odlaskom PLO-a iz Libanona, izraelska je pak okupacija južnog Libanona od 1982. rezultirala konsolidacijom nekolicine pokreta otpora, uključujući Hezbollaha i Amala, od prethodno neorganiziranog, fragmentiranog pokreta otpora na jugu. U 2000, izraelska se vojska skoro potpuno povukla iz južnog libanona i to nakon 22 godina (prva invazija je bila 1978.).
Do kasnih 1980-ih, Izrael i njegov suradnik, Južnolibanonska vojska, su se suočavali s otporom od nekolicine neorganiziranih libanonskih skupina. Među ranim organizacijama otpora su bili i Libanonska nacionalna fronta otpora, koju je vodio pokret Amal, i Libanonska komunistička stranka. Izraelska okupacija (1982. – 2000.) je međutim ohrabrila te skupine otpora da se ujedine. Do 1990-ih, dobro organizirani Hezbollah, uz potporu Sirije i Irana, se pojavio kao vodeća organizacija i vojna snaga, predvodeći smjer otpora. Ta organizacija je bila jedna od prvih na Bliskom istoku koja je upotrijebila taktiku samoubilačkih napada protiv izraelske vojske pa i izraelskih meta izvan Libanona, da bi na kraju izrasla u paravojnu postrojbu s raketama i raznim oružjem uz pomoć kojeg je zarobljavala i napadala izraelske građane. 16. veljače 1992. šejk Abbas al-Musawi, glavni tajnik Hezbollaha, je ubijen kada je izraelski helikopter napao njegovu povorku automobila na cesti južno od Sidona. 25. srpnja 1993., u nakani da eliminiraju Hezbollahovu prijetnju na jugu Libanona, IDF pokreće najteži napad od 1982., međutim taj Islamistčki otpor je i dalje ostaje prisutan. 11. travnja 1996. IDF pokreće „Operaciju plodovi gnjeva“ i bombardira Hezbollahova uporišta na jugu Libanona, južnim predgrađima Beiruta i doline Beka. Iste godine, IDF-ov napad na UN-ovu bazu u Kani rezultira smrću od preko 100 libanonskih izbjeglica koji su se smjestili tamo, dok je 4 UNFIL-ovih pripadnika teško ranjeno.
Do kraja 1990-ih, konstantni vojni napadi i žrtve koje je uzrokovao Hezbollah je eventualno doveo do toga da se Izrael povukao s libanonskog teritorija, u skladu s UN-ovom rezolucijom 425, koja je usvojena 1978.; povlačenje je rezultiralo potpunim kolapsom Južnolibanonske vojske. Ipak, kamen spoticaja ostale su Shebaa farme te još poneki djelići teritorija. Iako je pozicija UN-a je da se Shebaa farme ne nalaze u sklopu Libanona, nego Sirije, svi politički vođe i građani Libanona su odbili takav stav i najavili povratak preostalog teritorija milom ili silom.
Sukob nikad nije završio što zbog odbijanja židovske države da se u potpunosti povuče s tog spornog teritorija, kako i zbog odbijanja da se prizna krivica za masakre te plati ratne štete i pusti otete libanonske borce iz pokreta otpora.
Prekogranični incidenti s Hezbollahom doveli su i do Izraelsko-libanonskog rata 2006., koji također je riješio problem zarobljenika, ali ne i teritorija.

## Vanjske poveznice
- Napetosti rastu na jugu Libanona dok Izrael bombardira gerilske mete, New York Times, November 8, 1991
- Kronologija povijesti Libanona 1920-2009.